# Банер
Ба́нер (англ. banner — прапор, транспарант) — графічне зображення рекламного характеру. Банери розміщують для залучення потенційних клієнтів або для формування іміджу.

## Основні види банерів

### У зовнішній рекламі
Зазвичай під словом «банер» у зовнішній рекламі розуміють тканинне полотно прямокутної форми інформаційного або рекламного змісту. У діловому середовищі також вживаються слова «розтяжка», «перетяжка», «транспарант». Всі ці вироби є ефективними інструментами зовнішньої реклами і виготовляються методом широкоформатного друку. Основним матеріалом для виготовлення банерів служать спеціальні банерні тканини (англ. backlit, blackout, frontlit).

### В інтернет-рекламі
Банер в інтернет-рекламі — статичний або анімований графічний блок (рідше відеофайл), який пов'язаний через гіперпосилання із сайтом рекламодавця або сторінку з додатковою інформацією. Один із основних форматів реклами в Інтернеті (в останній час значно потіснився контекстною рекламою).

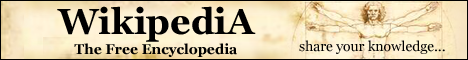
Типовий веббанер розміром 468×60 пікселів.

Класичний веббанер — графічний файл формату GIF, SWF або JPG. Зображення на них можуть бути як статичні, так і анімовані (у форматі GIF ефект руху досягається чергуванням декількох зображень). Сучасніші інтернет-банери виготовляються за технологіями Flash або Java. На відміну від традиційних, що використовують растрову графіку, ці банери використовують векторну графіку, що дозволяє робити анімаційні ефекти при невеликому розмірі банера. Крім того, Flash-банери надають можливість використання звукових ефектів, що підвищує ефективність банера як рекламного носія в порівнянні з традиційним.
Останнім часом все популярнішим є створення нестандартних банерів, що використовують асинхронну видачу, «вилітають» за свої межі. Такі банери називаються «розхлоп»-банерами.

### У спорті
На спортивних заходах банери розміщують вболівальники з метою підтримки окремого спортсмена або спортивної команди, чи навпаки, висловити невдоволення грою або політикою керівництва, або висміяти й образити супротивника і/або його вболівальників. Як правило, більшість таких банерів використовують лише один раз.
У футбольному середовищі існують офіційні правила, які забороняють проносити на стадіон банери, які містять будь-які форми проявів дискримінації, а також ненормативну лексику. За заборонений банер, будь-яким чином пронесений на стадіон, можуть накласти штраф на футбольний клуб або на окремих вболівальників команди.
Крім того, деякі офіційні або неофіційні фан-клуби мають незмінні банери, на яких написані назви організацій/угруповань або їх гасло. Зазвичай їх вивішують на стадіоні під час гостьового матчу, рідше — домашнього. Як правило, такий банер стає «візитною карткою» фан-клубу.